# 堺でございます
『堺でございます』（さかいでございます）は、BSフジで2013年4月6日から2018年3月31日まで放送されていた音楽バラエティ番組で、堺正章の冠番組且つイオン化粧品の一社提供番組である。

## 出演者
- 堺正章
- 渡辺香津美（ギタリスト）
- 長谷川きよし（〃）

## ゲスト

### 特別編
- 渚まゆみ

### レギュラー版
1. 浅丘ルリ子
2. 由紀さおり
3. 十朱幸代
4. 池波志乃
5. 森山良子
6. 野際陽子
7. 佐久間良子
8. 加賀まりこ
9. 若尾文子
10. 水谷八重子
11. ペギー葉山
12. 阿木燿子
13. 有馬稲子
14. 渡辺真知子
15. 市原悦子
16. 朝丘雪路
17. 奈良岡朋子
18. 波野久里子
19. 伊東ゆかり
20. 樹木希林
21. 岩崎宏美
22. 草笛光子
23. 欧陽菲菲
24. 梶芽衣子
25. 山本陽子
26. 司葉子
27. 岡田茉莉子
28. 藤山直美
29. 中村メイコ
30. 大地真央
31. 池上季実子
32. 伊藤蘭
33. 今陽子
34. 八神純子
35. 増田惠子
36. 岸本加世子
37. 寿美花代
38. 木の実ナナ
39. 津川雅彦
40. 宇崎竜童
41. 鳳蘭
42. 谷村新司
43. 加藤登紀子
44. 池畑慎之介☆
45. かまやつひろし・井上順
46. 平幹二朗
47. 鮫島有美子
48. 大竹しのぶ
49. 浅野ゆう子
50. 伊東四朗
51. 近藤真彦
52. 菊川怜
53. 坂本冬美
54. 沢口靖子
55. 平原綾香
56. 金井克子
57. 阿川泰子
58. 夏樹陽子
59. 柄本明
60. 安倍なつみ
61. 鶴田真由
62. 若村麻由美
63. 中村雅俊
64. 五木ひろし
65. 水野真紀
66. 中村橋之助※現：8代目中村芝翫
67. 木村多江
68. 有森也実
69. 藤原紀香
70. 夏川りみ
71. 古手川祐子
72. 永井大
73. 野口五郎
74. 伊原剛志
75. 桐島かれん
76. 室井滋
77. 秋吉久美子
78. 中山美穂
79. 安めぐみ
80. 中村玉緒
81. 三宅裕司
82. 薬丸裕英
83. 川井郁子
84. 田中健
85. 梅沢富美男
86. 南こうせつ
87. 南野陽子
88. 藤井フミヤ
89. 長山洋子
90. 石野真子
91. 東ちづる
92. 陣内孝則
93. 辺見マリ
94. 相田翔子
95. 渡辺裕之
96. 浅香唯
97. とよた真帆
98. 小堺一機
99. 羽田美智子
100. 坂崎幸之助
101. 石井竜也
102. 堀内孝雄
103. 松崎しげる
104. 由美かおる
105. 中村あゆみ
106. 宅麻伸
107. 小泉孝太郎
108. 荻野目洋子
109. 山下真司
110. 要潤
111. 近藤正臣
112. 石橋凌
113. 一青窈
114. 川上麻衣子
115. 三田寛子
116. 藤あや子
117. 檀ふみ
118. 姿月あさと
119. 小林稔侍
120. 柴俊夫
121. 島田歌穂
122. 大橋純子
123. マルシア
124. 山本陽子
125. 清水ミチコ
126. 十朱幸代
127. 加賀まりこ
128. 浅丘ルリ子
129. 仲代達矢

## スタッフ
- 構成・演出：下山啓
- テーマ曲：宮川泰
- 編曲：前田憲男
- 編成：久場孝子→坪井進一郎
- TD：障子川雅則
- カメラ：馬場雄二
- 照明：中村英二
- 音声：谷川宏輝
- PA：長谷川大輔
- デザイン：飯田稔
- 美術プロデューサー：木村文洋
- 美術進行：西嶋友里
- 音響効果：島野高一
- 編集・MA：麻布プラザ
- タイトルデザイン：鷹尾健吾
- リサーチ：トゥインズ
- イオンレディアランド：山根誠
- スタイリスト：小川カズ
- 協力：ケイダッシュ、文芸、fmt、OFFICEオルフ、FLYMEe
- アシスタントプロデューサー：小川ひとみ
- フロアマネージャー：小笠原豪
- ディレクター：棚次隆
- プロデューサー：増田晴男
- 制作著作：BSフジ、フォルツァ